# Saint-Paul-et-Valmalle
Saint-Paul-et-Valmalle là một xã thuộc tỉnh Hérault trong vùng Occitanie phía nam nước Pháp.